# Бледная пересмешка
Бледная пересмешка, или большая бормотушка (лат. Iduna pallida), — певчая птица из семейства камышовковых (Acrocephalidae).

## Описание
Бледная пересмешка — это незаметная, мелкая птица длиной 13,5 см и весом 11 г. Верхняя часть тела равномерно коричневатая, в то время как нижняя часть тела белёсая с бледно-жёлтым оттенком. От садовой славки отличается более длинным клювом, более низким лбом и более светлой «бровью».

## Распространение
Вид распространён в Средиземноморье. Он обитает в лесах и кустарнике, прежде всего, в зарослях гребенщика у берегов водоёмов и на морском побережье, а также в кустарниках между пляжными дюнами и в брошенных фруктовых садах. Его можно встретить также в пальмовых рощах в оазисах Сахары. На юге — это оседлая птица, в то время как на севере это перелётный вид, которые проводит зиму в тропической Африке.

## Питание
Птицы питаются насекомыми и пауками, которых они собирают с веток и листьев.

## Размножение

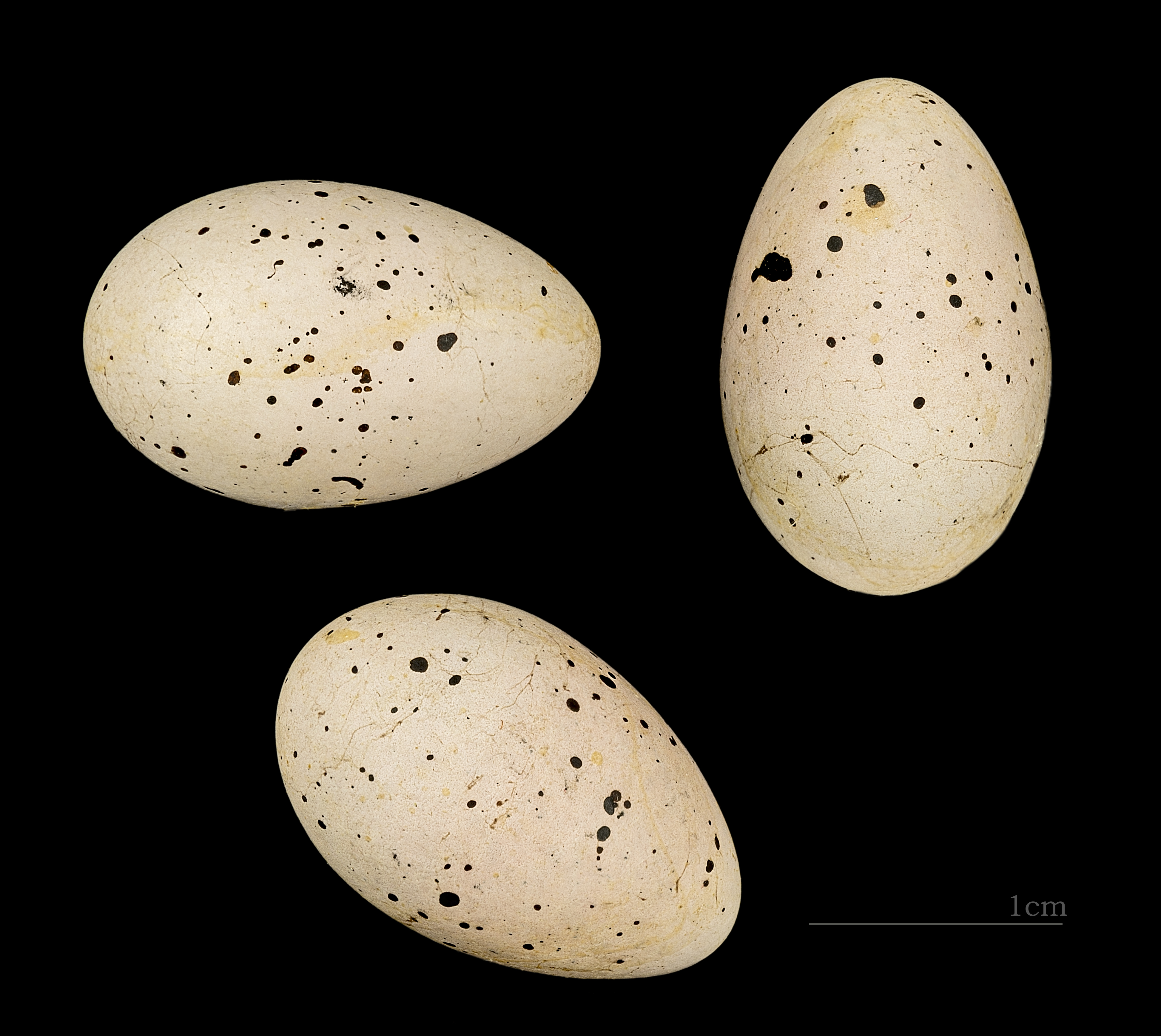
Iduna pallida elaeica

Сразу после прилёта в районы гнездования птицы строят гнездо, которое очень похоже на гнездо зелёной пересмешки. Оно расположено чаще в кусте терновника или на небольшом дереве на высоте от 0,5 до 2-х м над землёй. На севере самка кладёт от 4-х до 5-и яиц, на юге чаще только 3 яйца. На севере период гнездования начинается в первой половине июня. На юге доходит до 2-х кладок в год: первая — в мае, а вторая — в июне—июле. Последний выводок становится самостоятельным в августе. В течение гнездового периода самец исполняет вблизи гнезда полёт токования. С песней он взлетает косо вверх и по наклонной траектории спускается вниз.